# Třída V 158
Třída V 158 byla třída torpédoborců německé Kaiserliche Marine z období první světové války. Celkem bylo rozestavěno osm jednotek této třídy. Do konce války nebyl dokončen ani jeden. Všechny byly sešrotovány.

## Stavba
Celkem bylo objednáno osm torpédoborců této třídy. Představovaly standardní mobilizační typ pro rok 1917. Jejich kýly byly založeny roku 1917 v loděnici AG Vulcan Stettin ve Štětíně. Na konci války byly hotové přibližně ze 40 %. Dokončen nebyl ani jeden. Všechny byly sešrotovány.
Jednotky třídy V 158:
| Jméno | Zahájení stavby | Spuštění na vodu  | Zařazena do služby | Status                      |
| ----- | --------------- | ----------------- | ------------------ | --------------------------- |
| V 158 | 1917            | 1. listopadu 1918 | –                  | Stavba zrušena, sešrotován. |
| V 159 | 1917            | 1. listopadu 1918 | –                  | Stavba zrušena, sešrotován. |
| V 160 | 1917            | 11. března 1921   | –                  | Stavba zrušena, sešrotován. |
| V 161 | 1917            | –                 | –                  | Stavba zrušena, sešrotován. |
| V 162 | 1917            | –                 | –                  | Stavba zrušena, sešrotován. |
| V 163 | 1917            | –                 | –                  | Stavba zrušena, sešrotován. |
| V 164 | 1917            | –                 | –                  | Stavba zrušena, sešrotován. |
| V 165 | 1917            | –                 | –                  | Stavba zrušena, sešrotován. |

## Konstrukce
Hlavní výzbroj představovaly tři 105mm/42 kanóny Utof L/45 C/16 a šest 500mm torpédometů se zásobou osmi torpéd. Neseny byla dva jednohlavňové a dva dvojité torpédomety. Dále bylo neseno až 24 námořních min. Pohonný systém tvořily tři kotle Marine a dvě parní turbíny AEG-Vulcan o výkonu 26 500 hp, pohánějící dva lodní šrouby. Nejvyšší rychlost dosahovala 32,5 uzlu. Dosah byl 1675 námořních mil při rychlosti dvacet uzlů.